# Roger Allam
Roger William Allam, född 26 oktober 1953 i Bow i London, är en brittisk skådespelare inom teater, film och TV. Han har bland annat spelat polismästare Javert i musikalen Les Misérables samt kommissarie Fred Thursday i Unge kommissarie Morse. Han har haft roller i filmerna V för Vendetta och The Queen.